# Marnay-sur-Seine
 Marnay-sur-Seine  es una población y comuna francesa, en la región de Champaña-Ardenas, departamento de Aube, en el distrito de Nogent-sur-Seine y cantón de Nogent-sur-Seine.

## Demografía
| 247 | 222 | 192 | 203 | 220 | 240 |
| Para los censos de 1962 a 1999 la población legal corresponde a la población sin duplicidades (Fuente: INSEE [Consultar]) |     |     |     |     |     |